# 東富田地区
東富田地区（ひがしとみだちく）は、徳島県徳島市の行政上の地区である。内町・新町・東富田・西富田地域（都心地域）に属する。

## 地理
徳島市中央部、中心駅徳島駅の南方に位置し、都心地域（中心市街地）南部を占める。
北は新町川を挟んで内町地区に面し、橋で結ばれている。南は御座船入江川上流部だったが、ほとんどは埋め立てられて部分的に水路が残るのみで、道路などで八万地区と接している。ある。西は西富田地区と接し、その境は北部では南北の通りの境になっているが、南部では大きく西へはみ出て、西富田地区の南に入り、眉山山麓の二軒屋町までが含まれる。東では昭和地区と接する。
幹線道路が縦横に走り、その沿線に商業地域が発達している。東縁近くを南北に走る国道55号、西縁近くを南北に走る両国橋通り、北部を新町川に平行に東西に走る県道136号、南西端の二軒屋町を通過する国道438号がそれにあたる。

### 地形
ほぼ全域が、標高数メートルの沖積平野である。
- 河川: 新町川
- 水路: 御座船入江川
- 山: 勢見山（中腹まで）

## 町
人口は徳島市による推計（2011年6月）。
| 町丁       | 丁目       | 人口 | 注記                                              |
| ---------- | ---------- | ---- | ------------------------------------------------- |
| 栄町       | 5・6丁目   | 0123 | 全6丁目のうち。                                   |
| 鷹匠町     | 5・6丁目   | 0154 | 全6丁目のうち。                                   |
| かちどき橋 | 1～6丁目   | 0963 |                                                   |
| 明神町     | 1～6丁目   | 0903 |                                                   |
| 富田橋     | 1～8丁目   | 2067 |                                                   |
| 富田浜     | 1～3丁目   | 0168 |                                                   |
| 仲之町     | 1～4丁目   | 0379 |                                                   |
| 南仲之町   | 1～4丁目   | 0284 |                                                   |
| 中央通     | 1～4丁目   | 0253 |                                                   |
| 伊月町     | 1～6丁目   | 0703 |                                                   |
| 秋田町     | 1～6丁目   | 0567 |                                                   |
| 二軒屋町   | 1～3丁目   | 0360 |                                                   |
| 西二軒屋町 | 1丁目      | 0360 | 全2丁目のうち。西二軒屋町全域を含める資料もある。 |
| 南二軒屋町 | 一丁目１番 | 0008 | 全3丁目7小字のうち。この地を含めない資料もある。  |
| 計         |            | 7035 |                                                   |

## 歴史
現在の東富田地区と西富田地区は、江戸時代には富田と呼ばれ、武家町が広がっていた。なお、富田に隣接した町屋が、新町（現 新町地区）の富田町である。
東富田では、主に裏掃除町（現 中央通）より北に屋敷があった。北部の富田浜側（現 富田浜）や中ノ丁（現 仲之町）には高禄武士が住んだが、南部は下級武士の屋敷だった。
富田は、明治初期までに名東郡富田浦町となり、1889年の徳島市制施行で徳島市の大字となった。1941年にいくつもの町に分割され、現在とほぼ同じ町割となった。
ただし二軒屋町一帯は他の地域とは異なり、江戸時代には町屋だった。明治初期までに名東郡二軒屋町となり、徳島市制施行で徳島市の大字となった。

## 交通

### 鉄道
- JR牟岐線
  - 阿波富田駅

### 道路
- 一般国道
  - 国道55号
  - 国道438号線 - 南西端の二軒屋町を通過
- 県道
  - 徳島県道136号宮倉徳島線

## 主な施設
- 徳島市立富田小学校 - 東富田地区と多少の隣接地域を校区とする。